# St. Valentine's Day Massacre: In Your House
St. Valentine's Day Massacre fu la ventisettesima edizione dei pay-per-view prodotti sotto il nome di In Your House dalla World Wrestling Federation. Si tenne il 14 febbraio 1999 alla Pyramid Arena a Memphis, Tennessee. Il nome dell'evento allude al Strage di San Valentino del 1929, con il quale gli uomini di Al Capone sterminano la banda di Bugs Moran.
La card dell'evento vide otto match, fra i quali spiccava il last man standing match per il WWF Championship fra The Rock e Mankind e lo Steel Cage Match fra Steve Austin e il proprietario della compagnia Vince McMahon.

## Risultati
| #    | Risultati                                                                                      | Stipulazioni                                                                               | Durata |
| ---- | ---------------------------------------------------------------------------------------------- | ------------------------------------------------------------------------------------------ | ------ |
| Dark | Too Cool (Brian Christopher e Scott Taylor) hanno sconfitto The Hardy Boyz (Matt e Jeff Hardy) | Tag team match                                                                             | N/A    |
| Heat | Viscera ha sconfitto Test per squalifica                                                       | Single match                                                                               | 02:20  |
| Heat | Billy Gunn vs. Tiger Ali Singh termina in un no contest                                        | Single match                                                                               | 00:40  |
| 1    | Goldust ha sconfitto Bluedust                                                                  | Single match                                                                               | 03:04  |
| 2    | Bob Holly ha sconfitto Al Snow                                                                 | Hardcore match per il vacante WWF Hardcore Championship                                    | 09:58  |
| 3    | Big Boss Man ha sconfitto Mideon                                                               | Single match                                                                               | 06:19  |
| 4    | Owen Hart e Jeff Jarrett (c) (con Debra) hanno sconfitto Mark Henry e D'Lo Brown (con Ivory)   | Tag team match per i WWF Tag Team Championship                                             | 09:33  |
| 5    | Val Venis (con Ryan Shamrock) ha sconfitto Ken Shamrock (c)                                    | Single match per il WWF Intercontinental Championship con Billy Gunn come arbitro speciale | 15:53  |
| 6    | The Corporation (Kane e Chyna) ha sconfitto D-Generation X (Triple H e X-Pac)                  |                                                                                            | 14:46  |
| 7    | Mankind vs. The Rock termina in un pareggio                                                    | Last Man Standing match per il WWF Championship                                            | 22:00  |
| 8    | Steve Austin ha sconfitto Mr. McMahon                                                          | Steel cage match per un match valido per il WWF Championship a WrestleMania XV             | 07:56  |